# Alexander Wang

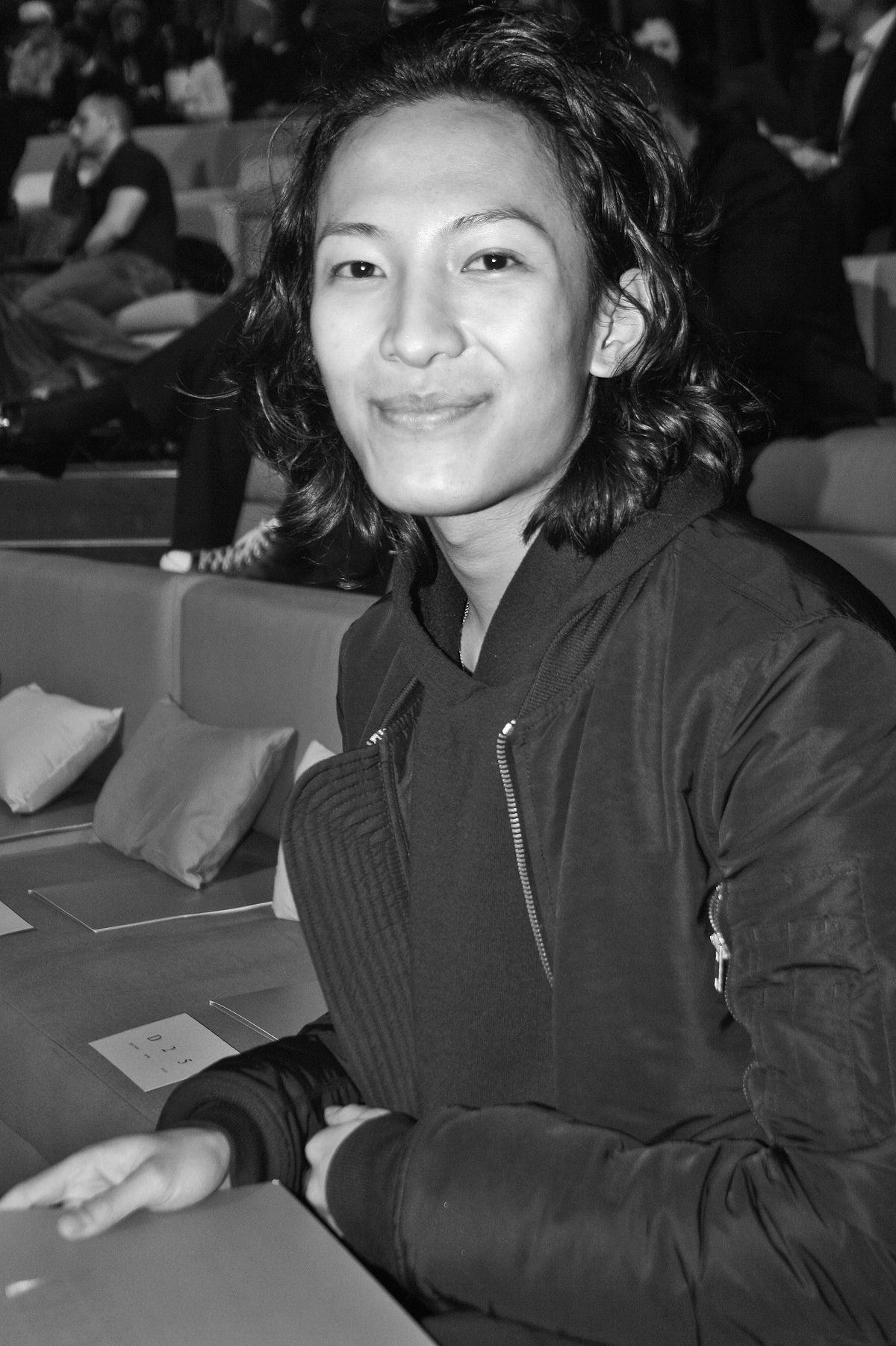
Alexander Wang (2009).

Alexander Wang, född 26 december 1983 i San Francisco, är en amerikansk modeskapare som designar för märket med samma namn.
Alexander Wang studerade mode på Parsons The New School for Design. Han lanserade sin första kollektion (damkollektion) 2007. Han har sedan februari 2013 arbetat och designat för Balenciaga.